# Iona Winnifrith
 (septembre 2024).
Iona Winnifrith, née le 11 avril 2011 à Tonbridge en Grande-Bretagne,  est une nageuse britannique.

## Carrière sportive
Iona Winnifrith pratique la natation handisport dans les catégories S7/SB7/SM7. Elle est double championne d'Europe en 2024, ayant remporté les épreuves de 100 m brasse SB7 et de 200 m 4 nages individuel SM7.
Aux Jeux paralympiques d'été de 2024 à Paris, âgée de 13 ans, elle est la plus jeune membre de l'équipe britannique. Elle remporte la médaille d'argent de l'épreuve de 100 m brasse SB7, derrière la Russe Mariia Pavlova, médaille d'or.